# Mastki (gromada)
Mastki – dawna gromada, czyli najmniejsza jednostka podziału terytorialnego Polskiej Rzeczypospolitej Ludowej w latach 1954–1972.
Gromady, z gromadzkimi radami narodowymi (GRN) jako organami władzy najniższego stopnia na wsi, funkcjonowały od reformy reorganizującej administrację wiejską przeprowadzonej jesienią 1954 do momentu ich zniesienia z dniem 1 stycznia 1973, tym samym wypierając organizację gminną w latach 1954–1972.
Gromadę Mastki siedzibą GRN w Mastkach utworzono – jako jedną z 8759 gromad na obszarze Polski – w powiecie łowickim w woj. łódzkim, na mocy uchwały nr 33/54 WRN w Łodzi z dnia 4 października 1954. W skład jednostki weszły obszary dotychczasowych gromad Karsznice Duże, Karsznica Małe, Niespusza Nowa, Niespusza wieś, Mastki, Przemysłów i Wyborów ze zniesionej gminy Chąśno w tymże powiecie. Dla gromady ustalono 18 członków gromadzkiej rady narodowej.
1 lipca 1968 gromadę zniesiono, a jej obszar włączono do gromad: Chąśno (wieś Mastki, wieś Karsznice Duże, kolonię Cyganówka oraz wieś Wyborów) i Złaków Kościelny (wieś Karsznice Małe, wieś Nowa Niespusza, wieś Niespusza oraz wieś Przemysłów) w tymże powiecie.